# West Fairview
West Fairview est une census-designated place située dans le comté de Cumberland, dans l’État de Pennsylvanie, aux États-Unis. Lors du recensement de 2020, elle compte 1 138 habitants.